# Noel Valladares
Noel Eduardo Valladares Bonilla (ur. 3 maja 1977 w Comayagui) – były piłkarz honduraski grający na pozycji bramkarza.

## Kariera klubowa
Valladares jest wychowankiem klubu Motagua Tegucigalpa wywodzącego się ze stolicy kraju. W 1997 roku zadebiutował w jego barwach w pierwszej lidze Hondurasu. Już w 1998 roku wywalczył z nim mistrzostwo kraju, swoje pierwsze w karierze. W sezonie 1999/2000 został mistrzem zarówno fazy Apertura, jak i Clausura. Z kolei w 2001 roku wywalczył z Motaguą mistrzostwo fazy Apertura. Natomiast pierwszej połowie 2002 roku Motagua zajęła 2. miejsce w fazie Clausura, a także 3. miejsce w pucharze Copa Interclubes UNCAF. W zepsole Motagui grał do końca 2004 roku i zdobył 3 bramki, wszystkie ze stałych fragmentów gry.
W 2005 roku Valladares został zawodnikiem innego stołecznego klubu, Olimpii Tegucigalpa. Jeszcze wiosną został z Olimpią mistrzem fazy Clausura, a już jesienią sięgnął także po tytuł mistrzowski Apertury. Swój kolejny sukces osiągnął w 2006 roku, gdy po raz drugi wygrał z Olimpią fazę Clausura.

## Kariera reprezentacyjna
W reprezentacji Hondurasu Valladares zadebiutował w 2000 roku. W tym samym roku z kadrą U-23 wziął udział w Igrzyskach Olimpijskich w Sydney, jednak nie wyszła ona z grupy. W 2001 roku był podstawowym zawodnikiem swojej drużyny na Copa América 2001, która wywalczyła 3. miejsce po pokonaniu po serii rzutów karnych Urugwaj (po 120 minutach było 2:2). Został powołany do 23-osobowej kadry na Mistrzostwa Świata w RPA.